# Ні-зі
Ні-зі (Нізі)) (д/н — бл. 2347 до н. е.) — 8-й енсі-гал (верховний володар) Другого царства Марі близько 2350—2347 року до н. е. — за середньою хронологією, (за короткою хронологією — 2250—2247 до н. е.)

## Життєпис
Відомості про нього обмежені. Можливо був сином енсі-галя Ікун-Марі. Посів трон після володаря Іплул-Іля. За його панування статус Марі як провідної держави на Середньому Євфраті зберігався. Про це свідчить виплата данини еблаїтським малікумом Іркаб-Даму (напис TM.75.G.1953).
У деяких документах, складених за правління Ні-зі, його наступники Енна-Даган та Хіда'ар згадуються як «князі», відповідальні за збір податків. Можливо вони були його синами або іншими родичами.
Смерть Нізі задокументована в табличці TM.75.G.1299. Вона сталася близько 2340 року до н. е. (за короткою хронологією — 2240 до н. е.). Спадкував йому Енна-Даган.